# 구성
글에서 구성(構成)이란 글의 소재 등을 주제와 목적에 맞추어 엮어가는 작업이다.

## 구성의 의미
아무리 좋은 쓸 거리, 즉 소재나 재료를 많이 갖추고 있다고 할지라도 그 자체만으로는 글이 되지 않는다. 좋은 글이 되기 위해서는 그렇게 준비된 재료들을 효과적으로 짜 맞추어 나가야 하는데, 이렇게 필요한 재료들을 주제와 목적에 맞추어 엮어가는 작업을 구성이라고 한다.
건축가가 건축 재료를 기초로 그것을 어떻게 맞추어 세우느냐에 따라 건축의 형태와 기능에 차이가 있듯이, 글의 재료를 어떻게 연결해 가는가에 따라 글의 성격은 달라진다. 따라서 작문에서의 구성의 과정은 준비된 재료를 이용하여 필자가 목적한바 주제를 나타내는 과정이라 할 수 있다.
구성의 방법은 크게 자연적 구성 방법과 논리적 구성 방법으로 나누어 볼 수 있다. 자연적 구성 방법은 다시 시간적 순서에 따른 구성과 공간적 순서에 따른 구성의 방법으로 구분되고, 논리적 구성은 다시 일반에서 특수로, 특수에서 일반으로, 원인에서 결과로, 결과에서 원인으로, 점층적 방법, 중요도의 순서에 따른 방법, 기지에서 미지로, 호감도의 순서에 따르는 방법 등으로 구분된다.

## 구성의 형태

### 자연적 구성

#### 시간적 순서에 따른 구성
자연적 순서에 따른 구성이란 어떤 사건이나 상태를 서술해 갈 때에는 일어난 모습을 자연적 조건 그대로에 맞추어 서술해 나가는 것을 말한다. 그중 시간적 순서에 따른 구성이란 어떤 사건이나 일이 진행되어 가는 시간적 순서에 따라 재료를 배열하는 구성법을 말한다.
이 구성 방법은 가장 초보적인 방법이라고 할 수 있다. 즉 이러한 시간적 순서에 따른 구성은 사건의 진행 절차에 따라 기술해 나가는 방법이기 때문에 특별한 작문상의 기교 없이도 수월하게 쓸 수 있으며, 오랜 시간 동안의 체험이나 기억을 정리하는 일 등에는 매우 편리하고도 적합한 방법이다. 기행문, 체험기, 회의록, 전기문, 역사적 기록 등은 대개 이 방법을 택하고 있으며 ‘∼하는 방법’ 및 ‘∼의 제작법’ 등을 실제성 있게 설명해 나가는 데에도 효과적인 방법이다.
그러나 이 구성법은 문장에 중심점이 없기 쉬워 문장의 인상 내지는 호소력이 강하지 못한 결점이 있다. 또한 시간적 순서에 따라 쓰인 일련의 사건은 그것이 전체적으로는 흥미가 있는 사건일지라도 그 하나하나의 세부적 재료가 모두 흥미가 있는 것은 아니므로 문장 전개 과정에서 지루한 느낌을 줄 수도 있다. 따라서 단위 사건 하나하나가 사건 전체의 맥락에서 파악되지 못한다는 결점이 있으므로 이 점에 유의해야 한다.
따라서 이러한 구성 방법을 사용할 때는 처음에 결말을 제시하여 회상의 형식으로 전개시키거나, 특히 강조하는 부분을 내세워 읽는 사람의 주의를 집중시키는 일이 필요하다.

#### 공간적 순서에 따른 구성
공간적 순서에 따른 구성이란 일정한 공간을 동적(動的)인 관점에서 보아 전개하는 방법이다. 따라서 지리적 여건, 생물의 형태, 기계나 도구의 구조, 기관이나 단체의 구조 등을 설명하고 기술하는 데 많이 쓰인다.
공간적 순서에 따른 구성에서 주의해야 할 점은 일정한 방향에 따라 묘사해야 한다는 것이다. 밖에서부터 안으로, 안에서부터 밖으로, 왼쪽에서부터 오른쪽으로, 혹은 오른쪽에서부터 왼쪽으로 등의 순서를 정하는 것은 그때그때의 상황에 따라 임의로 정할 수 있으나, 한번 방향이 정해지면 그에 따라 일관성 있게 서술하는 것이 중요하다.
이 방법은 먼저 전체의 윤곽을 밝히고 점차 각 부분이 그 전체와 어떻게 관련되어 있는가를 밝히는 방식으로 이루어진다. 따라서 이 방법을 효과적으로 활용하기 위해서는 무엇보다도 전체 속에서 부분들의 유기적인 관련성을 잘 파악하고 있어야 한다.
공간적 순서에 따른 구성 방법 역시 비교적 손쉬운 구성 방법의 하나이기는 하지만 변화가 없고 단조롭다는 느낌을 주는 단점이 있다. 따라서 이 방법은 다른 구성 방법과 함께 병행해서 쓰는 것이 바람직하다.

### 논리적 구성

#### 일반에서 특수로
시간 및 공간의 순서가 자연의 순서라면, 이 항목 이하의 구성은 논리적 순서에 해당한다. 즉 먼저 소재를 검토하고, 각각의 논리적 관계를 밝힌 다음 소재를 결정하기 때문이다.
일반에서 특수로 향하는 이 순서는 가장 보편적으로 행해지는 논리 전개의 방식으로서 구체적·개별적인 것을 논하기에 앞서, 전체의 개관 내지 일반적 특징을 말함으로써 독자에게 전체를 예측하게 하는 방법이다.
식물학 개론서나 문학 개론서는 이와 같이 일반에서 특수로 향하는 순서를 취하는 것이 보통이다. 이를테면 문학사에서는 시대의 개관 → 각 장르의 경향 → 개개의 작품 등의 순서로 전개하여 나간다. 이 구성법은 글의 처음에서 이미 앞을 예측할 수 있기 때문에, 독자에게 이해되기 쉽다.
논리학에서 말하는 연역형이란 것도 글의 구성법이라는 면에서 보면, ‘일반에서 특수로’ 전개되는 방식을 취하고 있다. 연역형은 수학과 논리학에서 가장 선명한 체계로 나타나지만, ‘일반에서 특수로’ 향하는 글의 전개 방식은 그보다 덜 선명하나 역시 연역형에 속한다고 보아야 할 것이다.

#### 특수에서 일반으로
이 방법은 ‘일반에서 특수로’의 방법을 뒤바꾸어 놓은 것으로 구체적·개별적인 것에서 시작하여 일반적 진리로 논리를 진전시켜 나가는 것을 말한다.
우리가 대상을 이해할 때에는 개별적인 것에서 시작하여 그 하나하나를 비교·검토하여 차츰 공통되는 특성을 추상해 나가는 과정을 취하는 것이 보통이다. 식물학자는 먼저 개개 식물을 관찰하는 일에서 출발할 것이며, 문학가는 개개 작품의 감상과 비평에서 출발할 것이다. 따라서 특수에서 일반으로 향하는 순서는, 사고(思考)의 과정과 일치하고 있으나, 글의 구성이라는 관점에서는 반드시 적절한 것은 아니다. 왜냐하면 독자의 이해는 전체와 부분의 유기적 관계에 대한 인식 없이는 불가능하므로 예측할 만한 것을 미리 암시하지 않고 특수에서 시작한다는 것은 이해를 방해할 위험성이 크기 때문이다. 그러므로 일반에서 특수로 향하는 방법이 많이 쓰이며, 또 글의 구성으로서도 알기가 쉽다.
물론 학술 논문이나 연구 보고 등에서는 개개의 현상에서 일반 법칙을 귀납하는 방향을 취하지 않을 수 없다. 하지만 그런 경우에도 처음에 연구의 목적, 문제, 가설, 방법 등을 제시하여 전체를 개관해 두어야 한다. 즉 독자가 어느 부분에 대해서 그것이 전체 가운데 어떠한 자리에 있는가를 알 수 있도록 배려해야 한다는 말이다.
이처럼 ‘특수에서 일반으로’ 진행되는 글의 전개 형식을, 논리학에서는 귀납형이라고 한다. 즉 구체적인 사실을 먼저 들고, 다음에 그 속에 숨어 있는 진리를 끌어내는 방식을 가리킨다. 이 경우 유의할 점은, 개별적인 자료가 충분히 수집되면 거기에 법칙이나 이론의 가설을 세워야 하는데, 그러기 위해서는 창의력을 발휘해야 한다는 것이다.

#### 원인에서 결과로
이것은 먼저 원인을 말하고, 거기서 발생하게 될 결과를 찾아나가는 방법이다. 원인과 결과의 관계는 시간의 흐름 속에서 성립되는 것이므로 역사적 인과관계를 말할 때 이 방법이 많이 쓰인다. 가령 산업혁명이 현대 사회에 끼친 영향이라는 문제라면, 산업혁명이라는 원인으로 시작하여 이것이 현대 산업의 여러 국면에 어떻게 영향을 미치고 있는가를 연대적으로 추구해 나가는 것이다. 이것은 현대와 미래의 관계에서도 마찬가지다. 예보, 예상, 경고 등 장래의 일을 추정하는 글에도 이 방법을 사용하는 일이 많다.
기상학자는 오늘의 일기도에 의거하여 기압, 지역, 풍위, 풍속 등의 상호 관계에서 지금부터 미칠 가능한 예정을 추정하고, 내일은 물론 한 달 정도 앞날의 일기를 예보한다. 이 두 가지 예는 모두 원인을 분석하여 거기서 결과를 이끌어내는 것이다.

#### 결과에서 원인으로
이것은 ‘원인에서 결과로’의 순서를 뒤바꾸어 놓은 것으로, 결과에서 출발하여 원인을 추구하는 방법이다. 우리는 배탈이 나면 무엇을 먹었기 때문인가를 생각하게 된다. 어떤 일을 생각할 경우 우리는 결과를 알고 그 결과가 무슨 원인으로 생겼느냐는 식으로, 결과에서 원인을 찾는 일이 보통이다. 이와 같이 사고의 순서에서 말하면 결과에서 원인을 찾게 되지마는, 글의 구성이라는 관점에서 보면 역사의 기술을 비롯하여 원인에서 결과로 향하는 경우도 적지 않다.

#### 점층법
중요성이 낮은 것에서 높은 것으로 나아가게 하는 순서로서, 마지막을 가장 강조해야 한다는 글의 원칙이다. 중요한 일을 알고 나면 작은 일에는 흥미를 느끼지 못하므로 처음에는 중요하지 않은 일에서 시작하여 차츰 중요도를 더하여 끝에 불꽃을 튀게 하는 것이 점층법이다.
점층법은 시·소설·희곡 등에서 많이 쓰이는 방식으로, 작문에서는 중요한 것을 끝에 두어야 한다는 원칙에 유념한 방법이다.

#### 중요도의 순서
이것은 점층법과는 반대로 중요한 것을 먼저 몇 가지 제시하고 의견을 간단히 말할 경우나, 혹은 신문의 뉴스 기사를 전개할 경우에 사용되는 형식이다. 그 중요한 사항 하나하나가 반드시 긴밀한 관계를 가질 필요도 없고, 또 글의 발전이 논리적이어야 할 필요도 없다. 구성이 간단하고 자기가 말하고 싶은 것에 국한할 수 있기 때문에 편리하고 효과도 있다.

#### 아는 것에서 모르는 것으로
독자가 아는 것에서 모르는 것으로 글의 순서를 전개하는 것은 당연하다. 모르는 것에서부터 출발한다면 독자는 읽을 의욕을 잃고 읽기를 포기할 것이다. 이 순서의 전형적인 예는 ‘유추’에 의해서 글을 진전시켜 나가는 경우로서 먼저 독자가 알고 있는 일을 보이고, 다음에 그것에 근거하여 독자가 모르는 일은 이해시키는 방법이다. 가령 독자가 알고 있는 태양계의 구조에 비유하여, 미지의 미립자 세계를 설명하는 따위와 같은 것이다.

#### 호감도의 순서
글의 주장이 독자에게 공감되기 어렵거나 반발을 살 우려가 있을 경우, 그 주장을 처음부터 내세우는 일이 없도록 한다. 처음부터 공감되지 않는 내용의 글이라면 누구나 그 글을 읽지 않을 테니까 말이다. 그와 같은 주장의 글을 쓰려면 처음에는 독자에게 호감을 주거나 공감될 만한 말을 신중히 고려하여 써나가다가, 독자가 그 주장을 반발 없이 받아들일 수 있다고 생각되는 단계에 가서 그 주장을 펴나가는 것이 ‘호감도의 순서’에 따르는 방법이다.

## 같이 보기
- 문장
- 글